# Ficus fraseri
Ficus fraseri (лат.) — кустарник или дерево, вид рода Фикус (Ficus) семейства Тутовые (Moraceae). Произрастает в Австралии (Новый Южный Уэльс, Квинсленд и Северная территория), а также в Новой Каледонии и Вануату.

## Ботаническое описание

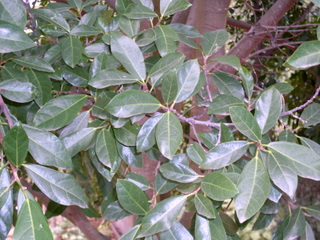
Листья F. fraseri

Ficus fraseri — кустарник или дерево высотой от 6 до 15 м. Листья от 6 до 14 см в длину и от 2,5 до 6,5 см в ширину с черешками от 1 до 2 см в длину. Округлые плоды имеют длину от 1 до 1,5 см и сначала жёлтого цвета, а затем созревают до оранжево-красного с мая по февраль в естественном ареале вида. Плоды съедобны, но безвкусны.

## Распространение и местообитание
Ficus fraseri встречается в Австралии, а также на Новой Каледонии и Вануату.
В Австралии вид встречается от озера Таггера в Новом Южном Уэльсе, к северу до плато Атертон в Квинсленде и редко на Северной территории.

## Таксономия
Вид был впервые описан голландским ботаником-систематиком Фридрихом Антоном Вильгельмом Микелем в 1848 году.

## Экология
Инжиром F. fraseri питается сероголовая летучая лисица.

## Культивирование
Хотя это растение редко встречается в культуре, это быстрорастущий декоративный вид. Его легко размножить семенами.